# Namco Bandai Games
Namco Bandai Games Inc. (NBGI) (株式会社バンダイナムコゲームス, Kabushiki Gaisha Bandai Namuko Gēmusu) je japanska tvrtka koja se bavi proizvodnjom i izdavanjem arkadnih, mobilnih videoigara, te igara za konzole. To je proizvod spajanja između proizvođača videoigara Bandai i Namco.
Tvrtka Namco Bandai Games je podružnica, te je u potpunom vlasništvu Namco Bandai Holdingsa (NBHD). Tvrtka je specijalizirana za proizvodnju i prodaju videoigara. To je glavna tvrtka Namco Bandai Holdingsove strateške poslovne jedinice.
U Sjevernoj Americi, sa sjedištem u Namco Bandai Games America zastupa glavnog regionalnog izdavača. U PAL područjima izdavač je Namco Bandai Games Europe s distribucijom preko Namco Bandai Partnersa. Glavno sjedište tvrtke je u Shinagawi, Tokiju, Japanu.

## Vanjske poveznice
- Službena stranica - Namco Bandai Games, Inc.  Arhivirana inačica izvorne stranice od 25. kolovoza 2012. (Wayback Machine)
- Službena stranica - Namco Bandai Games America, Inc.
- Službena stranica - Namco Bandai Games Europe  Arhivirana inačica izvorne stranice od 2. kolovoza 2012. (Wayback Machine)